# Улица Бориса Михайлова
Улица Бориса Михайлова (укр. Вулиця Бориса Михайлова) — улица Мелитополя, расположенная в районах Кизияр и Северный переезд. Представляет собой преимущественно частный сектор с грунтовым покрытием.

## Расположение
Пересекаясь с другими улицами, улица Бориса Михайлова образует не цельную прямую, а несколько участков, местами существенно смещенных относительно друг друга:
- переулок Гетмана Сагайдачного — ул. Воинов-Интернационалистов. Начало улицы Бориса Михайлова, образованное Г-образным перекрестком с переулком Гетмана Сагайдачного. На перекрестке находится магазин стройматериалов. Протяженность: 90 м.
- ул. Воинов-Интернационалистов — ул. Ломоносова. Г-образный отрезок, вторая часть которого расположена перпендикулярно основному направлению улицы. Протяженность: 420 м.
- пер. Элеваторный — ул. Нестеренко. Протяженность: 320 м.
- ул. Нестеренко — ул. Гризодубовой. На ул. Гризодубовой на углу с ул. Бориса Михайлова находится Центр трудовой подготовки и профессиональной ориентации молодежи (автобусная остановка «УПК»). Протяженность: 600 м.
- ул. Гризодубовой — ул. Александра Тышлера. Протяженность: 680 м.
- ул. Александра Тышлера — ул. Чкалова. На этом участке есть два поворота на идущие параллельно улицы Мечникова и Менделеева, административно относящиеся к улице Бориса Михайлова. Протяженность: 860 м + 220 м.
- ул. Чкалова — ул. Запорожская. Максимальный номер дома — 350. Протяженность: 360 м.

## Название
Улица названа в честь Бориса Михайлова (1936-2008) — мелитопольского историка, археолога, первого директора заповедника "Каменная Могила". Также в городе есть одноименный переулок.

## История
Сначала улица называлась Большой Просяной и относилась к селу Кизияр (Малая Просяная находилась на современной улице Павла Дзяковича). В таком статусе она впервые упоминается 19 августа 1930 года в газете «Радянський степ» (рус. «Советская степь»).
3 января 1939 года пленум Мелитопольского горсовета принял решение о присоединении сел Кизияр и Песчаное к городу.
Улица Бориса Михайлова в последний раз упоминалась как Большая Просяная 26 июня 1943 года в газете «Мелитопольский край» в объявлении, а уже 20 декабря 1946 года в протоколах заседания горисполкома упомянута под названием улица Коминтерна.
21 октября 1965 года начало улицы было выделено в отдельный 1-й переулок Фрунзе, существующий и поныне.
В 2016 году улицу переименовали в честь Бориса Михайлова, согласно закону о декоммунизации Украины.